# William Calhoun
Pour les articles homonymes, voir William Calhoun (homonymie) et Calhoun.
William Calhoun est un acteur américain, actif pendant la période du muet entre 1913 et 1925. 

## Filmographie partielle
- 1913 : The Land of Dead Things de Burton L. King
- 1913 : Traffic in Souls de George Loane Tucker
- 1914 : The Man in the Vault de Guy Coombs
- 1915 : The First Commandment de Tom Moore
- 1915 : Our Daily Bread
- 1916 : The Price of Malice d'Oscar A. C. Lund (en)
- 1917 : The Great Secret de Christy Cabanne
- 1917 : The Lady of the Photograph de Ben Turbett
- 1917 : The Princess' Necklace de Floyd France
- 1917 : The Courage of the Common Place de Ben Turbett
- 1918 : The Wasp de Lionel Belmore
- 1918 : Over the Top de Wilfrid North
- 1918 : Little Miss No-Account de William P. S. Earle
- 1918 : The Little Runaway de William P. S. Earle
- 1923 : Youthful Cheaters de Frank Tuttle
- 1924 : Peter Stuyvesant de Frank Tuttle
- 1924 : Floodgates de George Irving
- 1925 : Red Love d'Edgar Lewis
- 1925 : The Invention de F. Herrick Herrick
- 1925 : The Wrongdoers de Hugh Dierker